# Мілютін Вадим Дмитрович
Вадим Дмитрович Мілютін (рос. Вадим Дмитриевич Милютин; нар. 8 квітня 2002) — російський футболіст, захисник клубу «Сочі», який виступає в оренді за білоруське «Динамо-Берестя».

## Життєпис
Розпочав займатися футболом у п'ять років у станиці Нижньобаканській, Краснодарський край, перший тренер — Віктор Васильович Сьомін. Потім – у філії ФК «Краснодар» у Кримську. З 12 років упродовж року займався в академії ФК «Краснодар». У 2016-2019 роках — в «Академії футболу Краснодарського краю», тренер —Андрій Сергійович Пахтусов. У 2017-2019 роках грав за клуб академії у 1 лізі першості Краснодарського краю. З липня 2019 року – у молодіжній команді «Сочі». Переможець першості ПФО/ПКФО (2018).
У Прем'єр-лізі дебютував 19 червня 2020 року в матчі проти «Ростова» (10:1), який виступав молодіжним складом (вийшов на заміну Івану Новосельцеву на 56-й хвилині). ФК «Ростов» змушений був грати командою U-18, оскльки всіх футболістів першої команди ізолювали на карантин, після того як 6 гравців здали позитивний тест на COVID-19.
На початку липня 2021 року відправився в оренду до завершення сезону в «Динамо-Берестя».